# 劉繼元
漢英武帝劉繼元（？—992年1月25日），本姓何，五代時期北漢君主，世祖刘旻外孙，睿宗刘钧外甥、养子。

## 生平
其母刘氏為劉旻之女，因此劉鈞是他的舅父。母亲刘氏在劉繼恩之父薛釗自殺後改嫁何氏而生下劉繼元，所以劉繼恩是他的同母異父之兄，劉繼元的父母都去世以後，劉鈞收他為養子。
劉繼元在劉繼恩在位時任太原尹，北漢天會十二年（968年）劉繼恩為侯霸榮刺殺後，劉繼元被司空郭無為迎立為帝，繼位後即緩和與遼國間的緊張關係。劉繼元為人殘忍嗜殺，嫡母劉承鈞之妻郭皇及劉旻之子皆被其所殺；亦動輒將忤逆他的臣屬滅族。 
天會十三年（969年）宋太祖趙匡胤親征北漢，宋軍久攻不下而退兵，北漢收取宋軍所拋棄輜重，瀕臨枯竭的國力賴以恢復。
974年，改年號廣運。广运二年（975年）六月，辽景宗封劉繼元为大汉英武皇帝。廣運六年（宋太平興國四年，979年），宋朝將南方各國併入版圖之後，再度決意北伐，由宋太宗趙光義親征，宋軍攻勢猛烈，遼國援軍亦被擊退，五月初六（979年6月3日）劉繼元投降，北漢亡。
投降後被任命為右衛上將軍，封彭城郡公。太平興國六年（981年），進封為彭城公。雍熙三年（986年），再被任命為保康軍節度使。淳化二年十二月十八日（992年1月25日）去世，追贈中書令，追封彭城郡王。

## 家庭

### 后妃
- 段皇后，发妻，刘继元登基后追封为皇后
- 马皇后，继室，刘继元登基后册立为皇后

### 子女

#### 子
1. 劉守節（劉三豬）
2. 劉續